# Naja peroescobari
Espèce
Naja peroescobari, dit cobra noir de São Tomé, est une espèce de serpents de la famille des Elapidae.
La description de ce taxon est publiée en 2017, afin de désigner la population de cobras vivants sur São Tomé. Elle était auparavant considérée comme une population de cobra des forêts (Naja melanoleuca) introduite par des colons portugais dans le but de limiter la prolifération de rats. Ainsi, alors qu'il était considéré comme un possible nuisible exogène, il devient endémique insulaire digne de protection. L'écologie du serpent est peu connue, mais les données actuelles semblent indiquer qu'il est un prédateur des mammifères introduits sur São Tomé.

## Écologie et comportement

### Alimentation
Naja peroescobari est l'un des rares prédateurs de mammifères terrestres invasifs introduits sur l'île de São Tomé, tels que le Rat noir (Rattus rattus) et la Belette (Mustela nivalis).

## Répartition
Cette espèce est endémique de São Tomé.

## Étymologie
Le nom d'espèce est dédié à Pêro Escobar, explorateur portugais qui découvrit l'île de São Tomé en 1471.